# 增長天王
增長天王（羅馬化：Virūḍhaka，毘樓勒叉、毘樓勒），是佛教的護法神，“四大天王”之一、“二十諸天”中的第五天王。「增長」意為能傳令眾生，增長善根，護持佛法。住須彌山琉璃埵，身為青色，穿甲冑，負責守護南瞻部洲。增長天王是鳩槃荼王，以鳩槃荼、薜荔多等爲部眾眷屬。

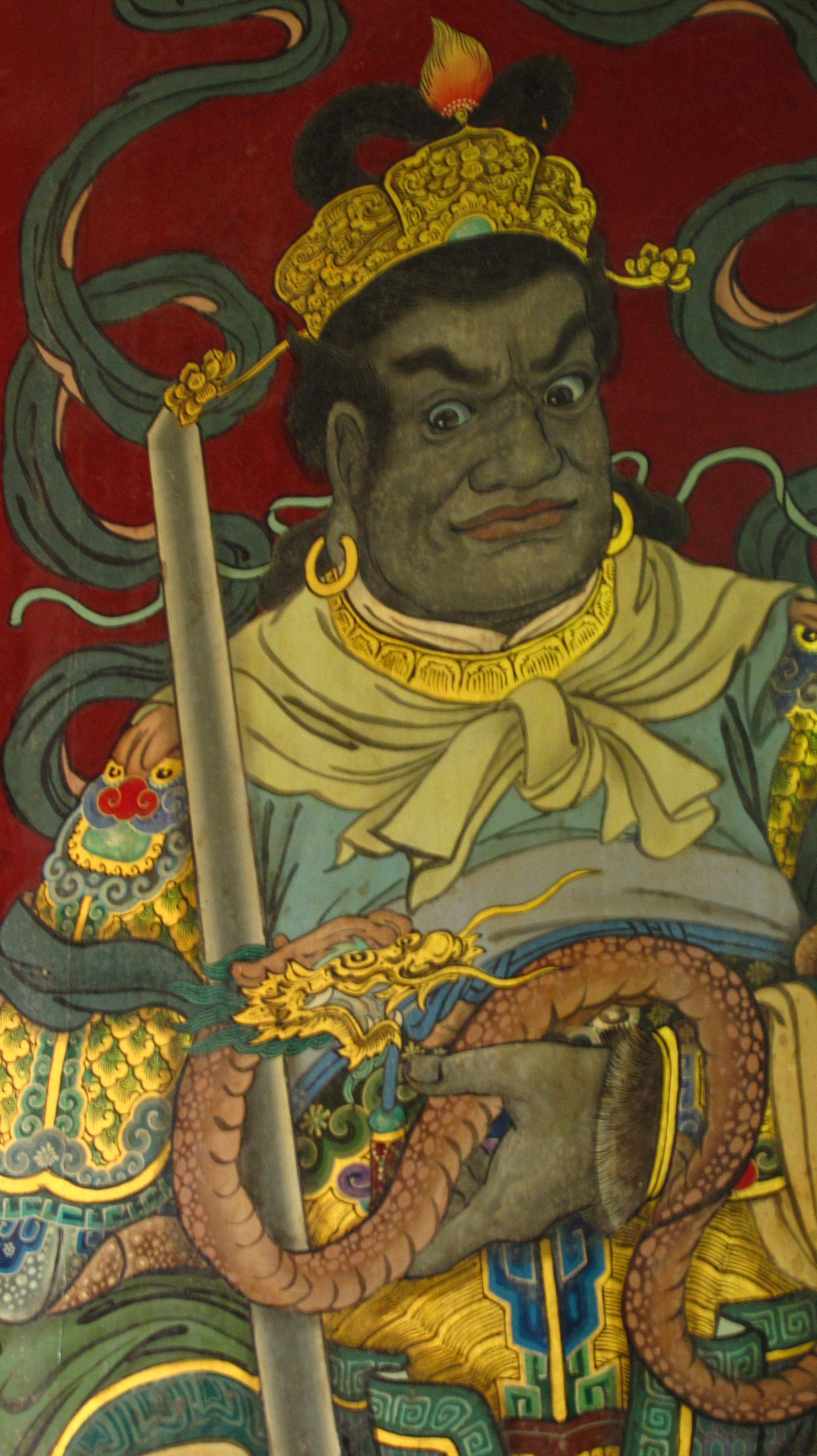
台南法華寺的增長天王門神（潘麗水繪製）

## 形象
在中國民間信仰中，手握寶劍，為的是保護佛法，不受侵犯。在日本，是手持刀或戟等。

各寺廟增長天王塑像
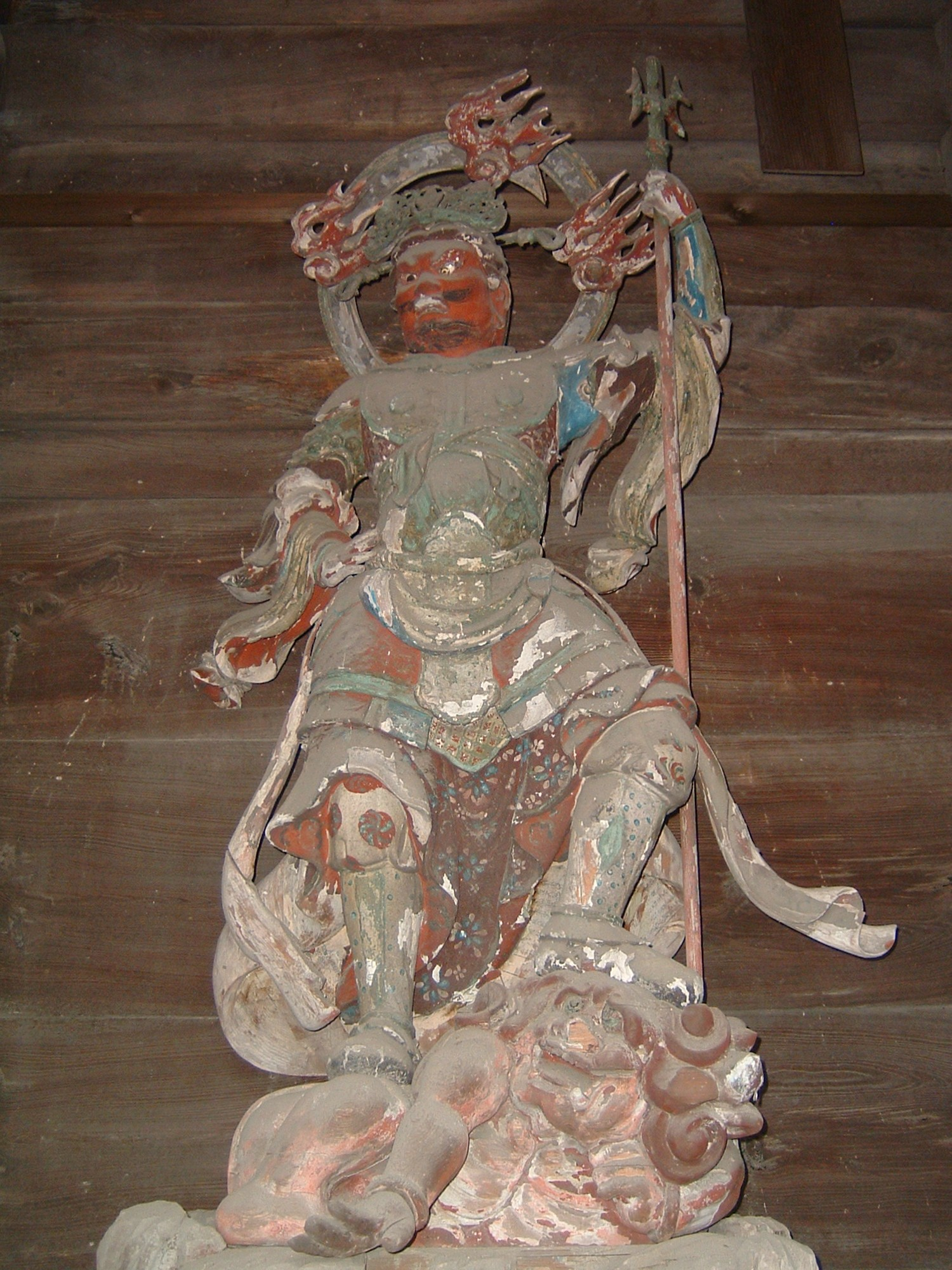
日本時光寺
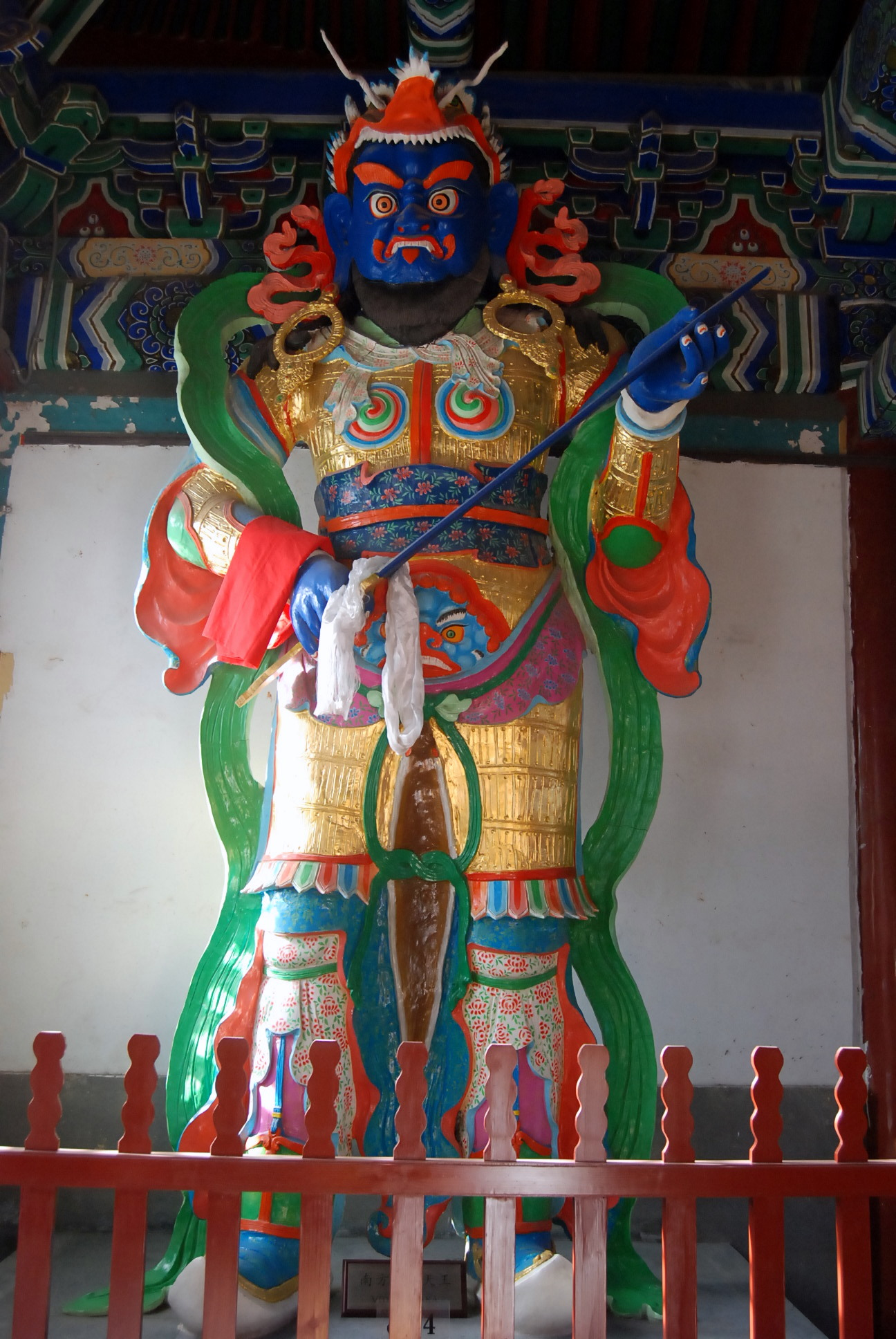
燕京妙应寺
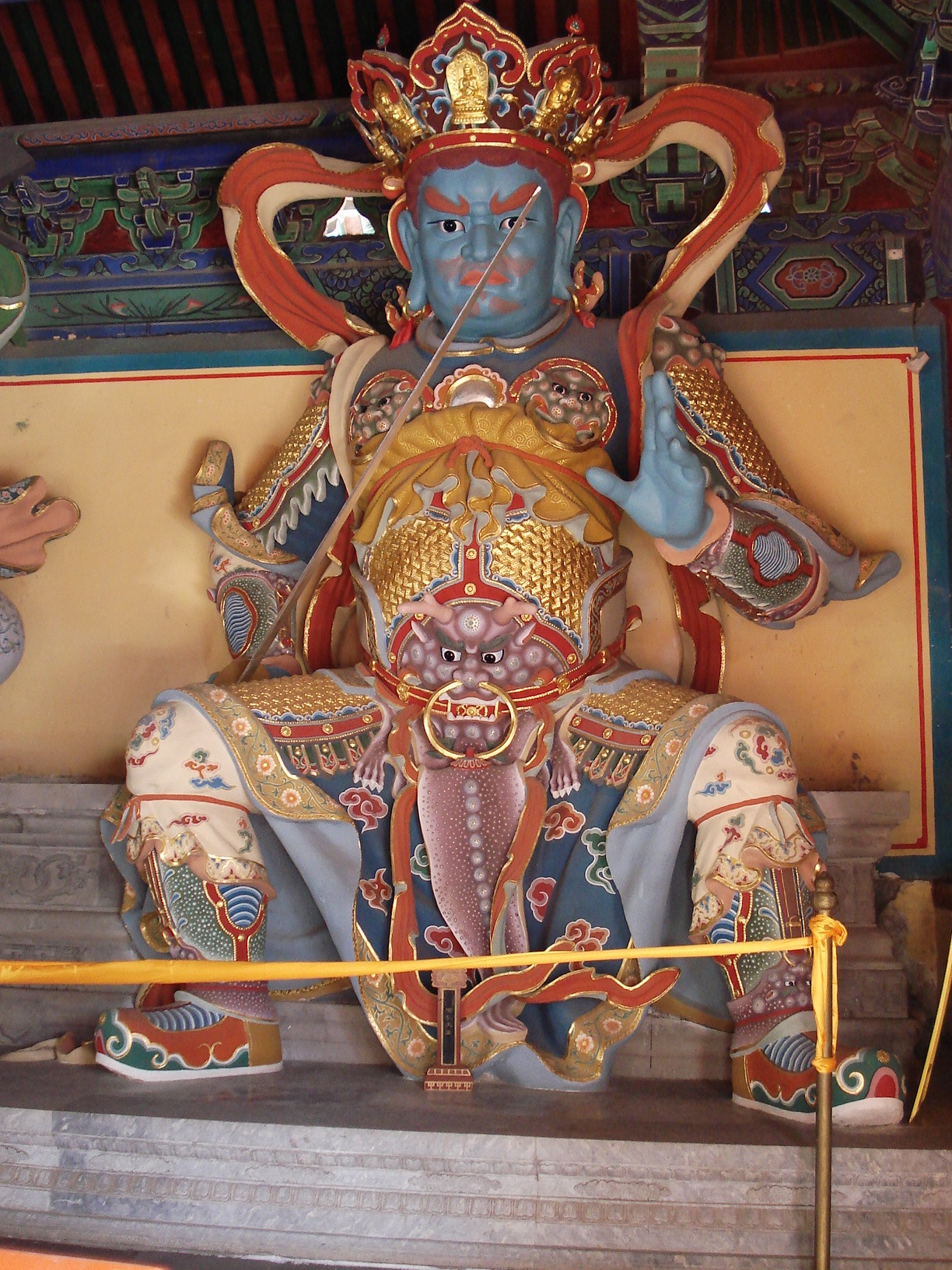
燕京臥佛寺
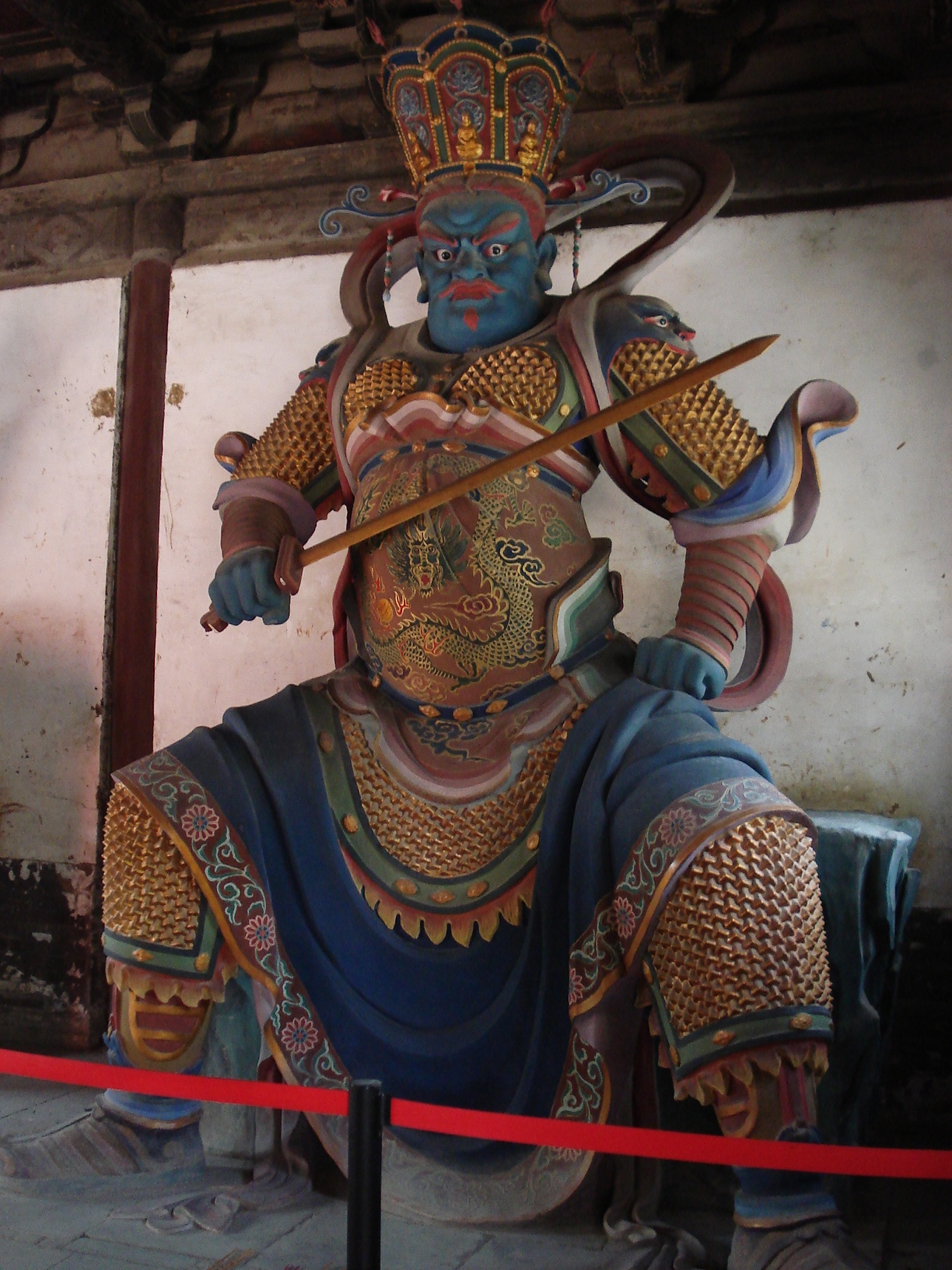
燕京大觉寺
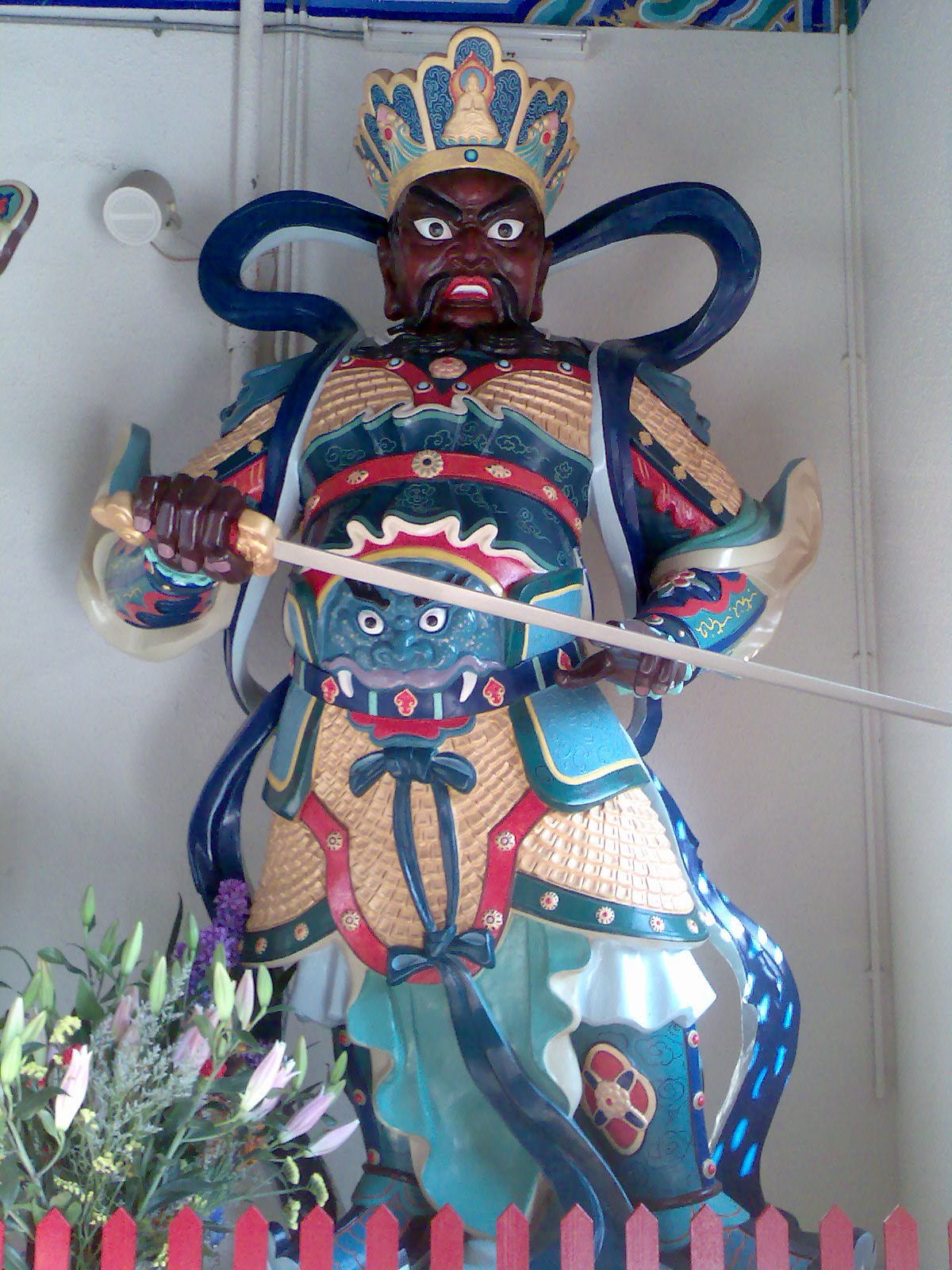
香港西方寺